# جاكوب دوفي
جاكوب دوفي (بالإنجليزية: Jacob Duffy)‏ (2 أغسطس 1994 - ) هو لاعب كريكت نيوزلندي.

## وصلات خارجية
- جاكوب دوفي على موقع إي آس بي آن كريك إنفو (الإنجليزية)